# Sarah Andersen
Sarah Andersen est une autrice et illustratrice de bandes dessinées, qui s'est fait connaître avec sa BD en ligne Sarah's Scribbles (depuis 2013).

## Biographie
Sarah Andersen a fait ses études au Maryland Institute College of Art dont elle est sortie diplômée en 2014 et réside actuellement à Portland,.

## Publications

### Publications en ligne
- 2013- : Sarah's Scribbles, scénario et dessin, Tumblr puis Gocomics.
- 2019 : Cheshire Crossing, dessin (scénario d'Andy Weir), Tapas.
- 2019-2020 : Fangs, scénario et dessin, Tapas.
- 2021 : Cryptid Club, scénario et dessin, Tapas.

### Publications papier

#### Sarah's Scribbles(2013-)
- Adulthood Is a Myth: A Sarah's Scribbles Collection, 2016, par les éditions Andrews McMeel Publishing. Traduction française : Les adultes n'existent pas, 2017, éditions Delcourt.
- Big Mushy Happy Lump, 2017, par les éditions Andrews McMeel Publishing
- Herding Cats: A Sarah's Scribbles Collection, mars 2018, par les éditions Andrews McMeel Publishing
- Oddball: A Sarah's Scribbles Collection, novembre 2022, Andrews McMeel Publishing.

#### Autres publications
- 2019 : avec Andy Weir au scénario : Cheshire Crossing, Ten Speed Press and Random House.
- 2020 : Fangs, Andrews McMeel Publishing. Traduction française : Fangs, 404 éditions, 2021.
- 2022 : Cryptid Club, Andrews McMeel Publishing.

## Récompenses
En 2016, l'album Adulthood Is a Myth a gagné le prix Goodreads Choice Awards dans la catégorie : Meilleur roman graphique
En 2017, l'album Big Mushy Happy Lump a gagné le prix Goodreads Choice Awards dans la catégorie : Meilleur roman graphique ou comic.
En 2018, l'album Herding Cats a gagné le prix Goodreads Choice Awards dans la catégorie : Meilleur roman graphique ou comic
En 2021, l'album FANGS remporte deux prix Ringo Awards dans les catégories "Best Webcomic" et "Best Humor Webcomic". Il fait aussi partie des finalistes du prix Eisner dans la catégorie "Meilleure publication humoristique".
En 2023, le webcomic Sarah's Scribbles remporte le Silver Reuben Award 2023 dans la catégorie "Meilleure bande dessinée en ligne — forme brève" (Best Online Comics – Short Form).